# Affaire du meunier Arnold
L'affaire du meunier Arnold est une affaire judiciaire de l'époque du roi Frédéric II de Prusse, qui illustre le problème de l'indépendance judiciaire.

## Description du cas
Le meunier Arnold de Pommerzig dans l'Oderbruch exploitait un moulin à eau sur un cours d'eau se jetant dans l'Oder. Il était locataire et devait à son seigneur le comte Schmettau les intérêts héréditaires qu'il payait sur le produit du moulin à eau.
Un jour, cependant, un administrateur de district de la famille von Gersdorff, qui possédait des terres en amont, a créé un étang à carpes. En conséquence, la rivière (privée) ne transportait plus (prétendument) que très peu d'eau, c'est pourquoi le meunier a affirmé qu'il ne pouvait plus gérer son entreprise et ne pouvait donc plus payer les intérêts héréditaires à son maître. En 1773, le comte von Schmettau obtint un jugement du tribunal patrimonial, dont il était lui-même juge, contre le meunier. Ce dernier s'est alors adressé au tribunal compétent de Küstrin, qui a toutefois confirmé le jugement. En 1778, le moulin fut saisi et acheté par von Gersdorff.
Le meunier Arnold envoya des réclamations au roi Frédéric II, qui plus tard l'a également entendu. Frédéric a alors ordonné une enquête et a finalement donné des instructions pour permettre au meunier de déposer une demande de dommages et intérêts. Cependant, le tribunal de district de Küstrin et la cour d'appel de Berlin ont également statué contre le meunier à cet égard.
Sur ce, Frédéric II fit arrêter et emprisonner les juges de la cour d'appel, du tribunal de district de Küstrin et du tribunal du patrimoine au motif qu'ils avaient prononcé des jugements injustes.
Selon le roi :« Parce qu'un collège judiciaire qui pratique l'injustice est plus dangereux et pire qu'une bande de voleurs, vous pouvez vous en protéger, mais des coquins qui utilisent le manteau de la justice pour mener à bien leurs mauvaises passions, personne ne peut s'en prémunir. Ils sont pires que les plus grands coquins du monde et méritent une double peine. »
Le 18 décembre 1779, le ministre prussien de la Justice Zedlitz reçut cette instruction du roi : « Le collège criminel traitera ces trois personnes selon la rigueur des lois et leur infligera au moins la cassation et l'arrestation en forteresse, et je précise aussi immédiatement que si cela n'est pas fait avec toute la rigueur voulue, vous, ainsi que le collège criminel, aurez affaire à moi. » Les juges restants de la cour d'appel ont refusé de condamner leurs collègues juges de la cour d'appel arrêtés. Et donc Frédéric a lui-même condamné les juges à un an de prison dans la citadelle de Spandau et a accordé au meunier Arnold une indemnité pour dommages et intérêts. Les juges concernés ont été graciés par le roi après avoir purgé les deux tiers de leur peine de prison, le 5 septembre 1780.
En conséquence, après ce scandale judiciaire, la codification du droit foncier général a été mise à jour et le rôle du roi par rapport à la justice en Prusse a été reconsidéré. Le procès du meunier Arnold a été décrit comme la naissance de l'indépendance judiciaire qui, cependant, n'a été légalement rédigée et donc mise en œuvre que 70 ans plus tard, le 31 janvier 1850, avec l'article 86 de la Constitution prussienne. Il s'agissait moins de savoir si le meunier avait raison dans ses affirmations, que de savoir si le roi aurait dû intervenir.

## Évaluation et construction de la légende
On ne peut plus clarifier si le meunier avait réellement raison : certaines voix pensent que le roi n'a pas pris ici une décision autoritaire, mais a plutôt fait appliquer la loi contre l'arrogance des juges de l'époque. D'autres, en revanche, sont d'accord avec les juges et critiquent à la fois la démarche du roi et la légende issue de l'affaire.
Basée sur l'affaire du meunier Arnold, cette légende vise à prouver la bonté et la justice de Frédéric II envers ses sujets. Selon la biographie du marin et plus tard défenseur de Kolberg Joachim Nettelbeck, l'affaire était connue jusqu'à Lisbonne, et Frédéric II était célébré internationalement comme un souverain juste. La légende était liée à tort à l'histoire du moulin de Sans-Souci, bien qu'il ne s'agisse pas dans ce dernier cas d'un moulin à eau, mais d'un moulin à vent.

### Illustration animée
- (de) [vidéo] « Der König und der Müller », 2012 — présentation en ligne du court métrage d'animation.